# Андреевский сельский совет (Диканьский район)
Андреевский сельский совет (укр. Андріївська сільська рада) — упразднённая административная единица в составе
Диканьского района
Полтавской области
Украины.
Административный центр сельского совета находился в 
с. Андреевка.

## История
- 1922 — дата образования.

## Населённые пункты совета
- с. Андреевка
- с. Борисовка
- с. Кучеровка
- с. Ландари
- с. Сохацкая Балка

## Ликвидированные населённые пункты совета
- с. Шиловка
- с. Ивашковка